# Serghei
Serghei este un prenume masculin, românesc și slav (Сергей), purtat de următoarele persoane notabile:
- Serghei Alexeev
- Serghei Cleșcenco
- Serghei Covalciuc
- Serghei Covaliov
- Serghei Donico-Iordăchescu
- Serghei Dubrovin
- Serghei Gafina
- Serghei Gheorghiev
- Serghei Lașcencov
- Serghei Litvin Manoliu
- Serghei Marghiev
- Serghei Mariniuc
- Serghei Namașco
- Serghei Nicolau
- Serghei Pașcenco
- Serghei Pogreban
- Serghei Rogaciov
- Serghei Stolearenco
- Serghei Stroenco
- Serghei Țvetcov

Nume de familie
- Larion Serghei
- Valentina Serghei
- Vasile Serghei

|  | Acastă pagină se referă la un prenume. Eventual vezi legături interne. |